# Центральная школа Лилля
Центральная школа Лилля (фр. École Centrale de Lille, EC-Lille) — высшее образовательное заведение, подготавливающее специалистов широкого профиля. Основана в 1872 году под названием Северный инженерный институт, с 1991 года носит настоящее название.
Центральная школа Лилля расположена в университетском кампусе Вильнёв-д'Аска и входит в группу центральных высших инженерных школ Франции.
Школа подготавливает специалистов следующих степеней:
- Инженер
- Доктор и магистр науки (6 специальностей)
- Магистр-специалист (4 специальности)
- Двойной диплом в области науки, инженерии, архитектуры, финансов и др.

Общее число всех учащихся, включая магистров и докторов по данным 2006 года составило 1300 человек.
Главный учебный корпус расположен рядом со станцией метро 4 катона (4 Cantones), в 15 минутах езды от фламандского вокзала Лилля (Gare Lille Flandres) и в 8-ми километрах от аэропорта Лилль-Лескин (Lille-Lesquin)

## Образовательный процесс
Обучение в школе по программе инженера длится в течение 3-х лет, в течение первых двух из которых студент получает основополагающие знания общего курса, а последний год служит для профессиональной специализации. Разнообразие специальностей даёт право выбора одной из 91 возможной комбинации (без учёта обучения за границей).
Обучение в течение общего курса построено по принципу общей подготовки. Наряду с классическими инженерными науками, курс программы включает в себя социальные, экономические и управленческие дисциплины. В курс включены также 3 стажировки продолжительностью 1, 2 и 6 месяцев. Последний год обучение возможно закончить по программе двойного диплома в университете за границей (в 2005—2006 годах квота составляла 30 студентов). Ещё одной отличительной особенностью образования является проект (activité-projet), реализация которого выполняется небольшими группами студентов (5-7 человек) в течение 2-х лет и затрагивает практически все научные области современной инженерии, от механики и электроники до управления ресурсами и бюджетом.

## Поступление

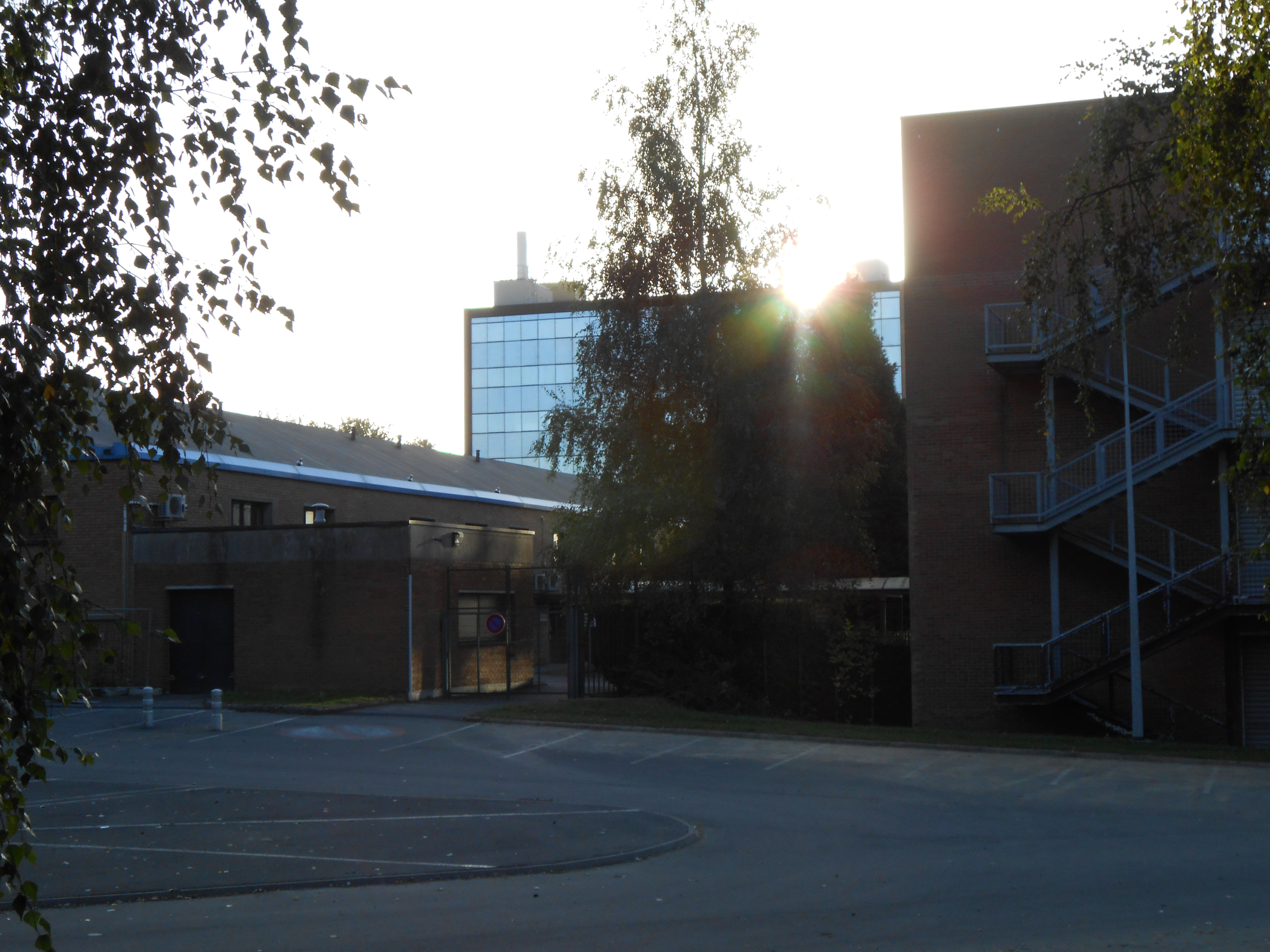

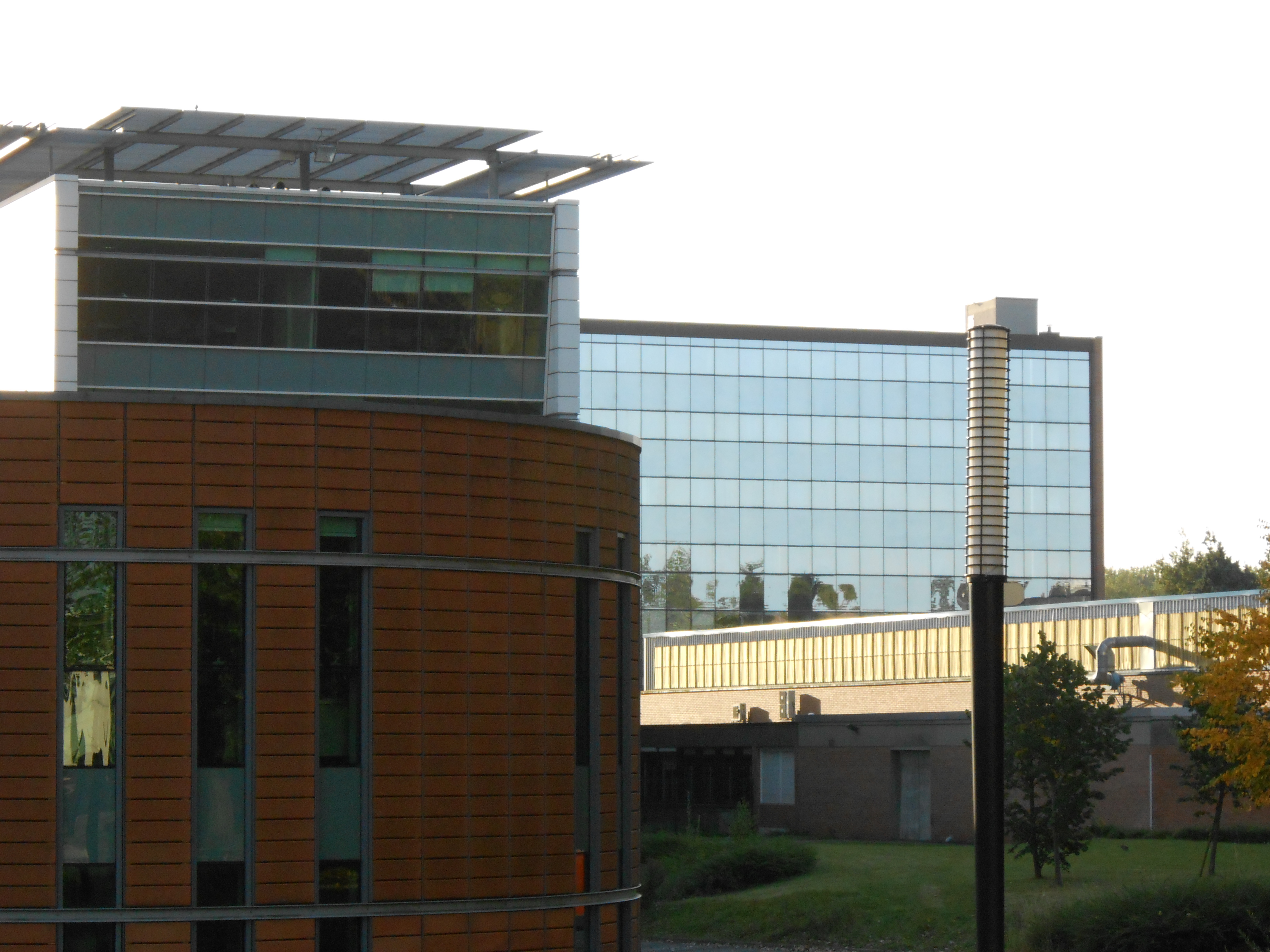

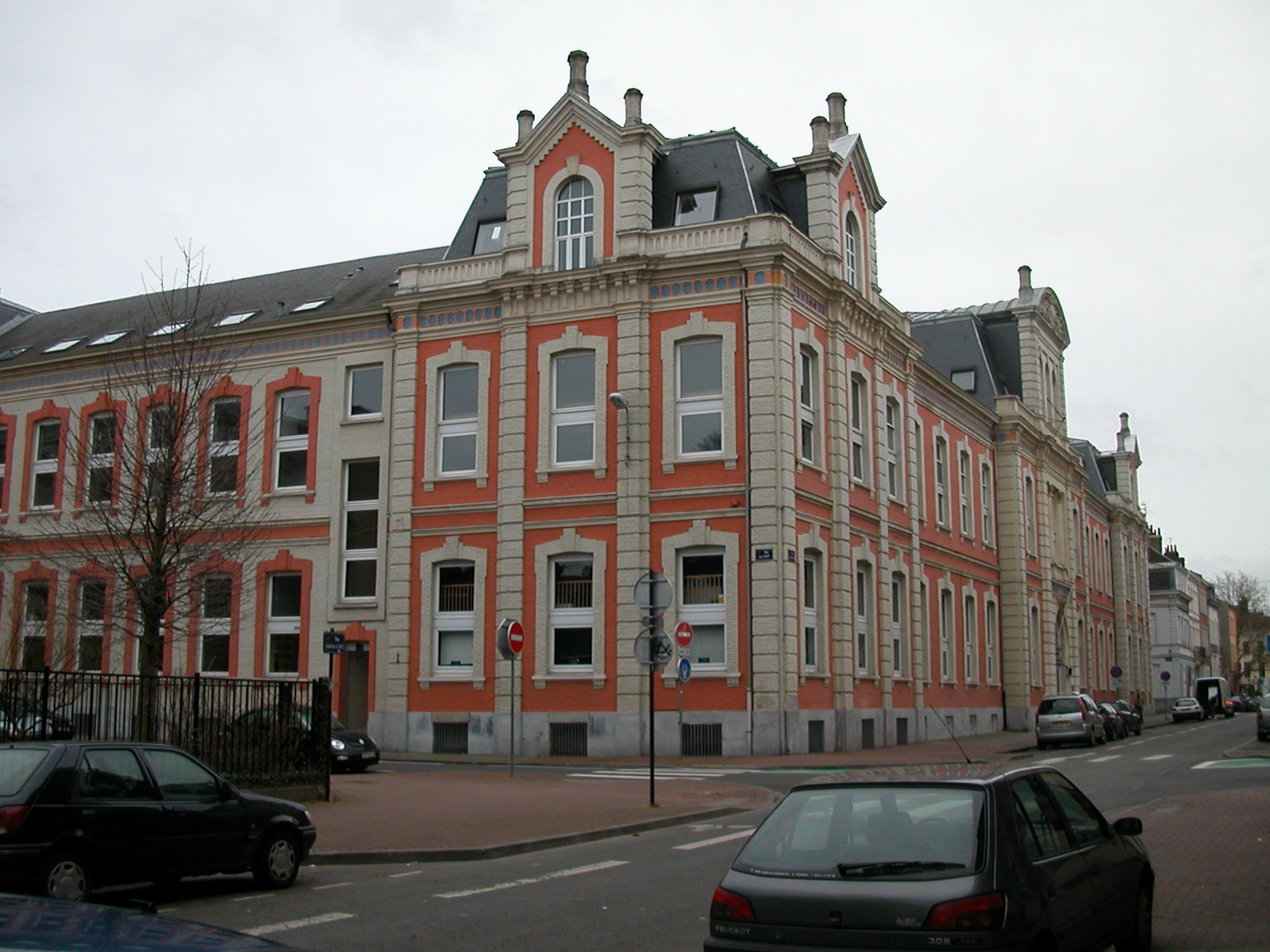
Старое здание (Северный Инженерный Институт)

В отличие от большинства учебных заведений Франции процесс поступления в Центральную школу Лилля построен на конкурсной основе. До конкурса, в основном, допускаются абитуриенты, закончившие специальные подготовительные классы, однако небольшая часть мест резервируется для абитуриентов, прошедших конкурс «технической адаптации» (Concours ATS) или в рамках международной программы TIME

### Международные отношения
Благодаря партнёрским отношениям с образовательными учреждениями за рубежом, студенты высшей школы имеют возможность продолжить обучение за границей, а студенты других стран поступить в неё вне конкурса. В рамках программы TIME, каждый год более 30-ти студенов стран России, Китая, Бразилии, Мексики, Венгрии, Германии, Италии, Японии могут поступить в школу вне конкурса по программе двойного диплома. Среди российских ВУЗов, членами TIME являются МИРЭА, МГТУ им. Н.Э. Баумана и Томский политехнический университет. Другая часть иностранных студентов может поступить по программе IMCC.
Больше четверти студентов школы заканчивают своё обучение за границей, например, в одном из следующих университетов: Брунельский университет (Великобритания), Манчестерский университет (Великобритания), Мюнхенский технический университет (Германия), Саргосский университет (Испания), Техасский университет в Остине (США), Миланский университет (Италия).
Студенты 3-го года обучения также могут перевестись в учебное заведение за границей на 1 год для получения двойного диплома. В 2005—2006 годах распределение по странам было следующим: США 6, Бразилия 2, Китай 6, Великобритания 15, Испания 6, Италия 6, Австрия 2, Швеция 6, Дания 7, Бельгия 3, Япония 3, Германия 1, Норвегия 2
По статистике, большая часть студентов, заканчивающих обучение за границей остаются там работать.

## Научная деятельность
Центральная школа Лилля выпускает докторов 7-ми специальностей, сотрудничает с большим количеством лабораторий, 4 из которых находятся под эгидой CNRS.
- LAGIS: Лаборатория автоматики, общей информатики и сигналов, совместна с INRIA Lille
- LML: Лаборатория механики Лилля, член института Карно ARTS
- L2EP: Лаборатория электротехники, электроники, член Карно ARTS
- IEMN: Институт электроники, микроэлектроники и нанотехнологии, институт Карно — IEMN
- LCL-UCCS: Лаборатория катализа Лилля, член института молекул и конденсированных материалов Лилля
- LGIL: Лаборатория общей инженерии Лилля, совместна с институтом Карно C3S
- Группа учёных материаловедения и литейных процессов
- Группа учёных логистики, автомобильного и железнодорожного транспорта
- LICS : Laboratoire international sur les phénomènes critiques et supercritiques en électronique fonctionnelle, acoustique et fluidique (LIA LICS) (Научное сотрудничество Российский фонд фундаментальных исследований)

## Студенческая жизнь
Студент Центральной школы Лилля имеет уникальную возможность принять участие в различных культурных, спортивных и организационных мероприятий, вступить в одну или несколько студенческих ассоциаций.

### Наиболее крупные события
- Le Forum Rencontre (ярмарка вакансий)
- Les Montgolfiades (фестиваль воздухоплавания)
- Lille aux Echecs (шахматный турнир)
- Le Gala (гала-концерт, проводимый студентами)
- Le Fech’tival (музыкальный фестиваль)

### Где проводятся мероприятия

#### Резиденция Леонардо да Винчи

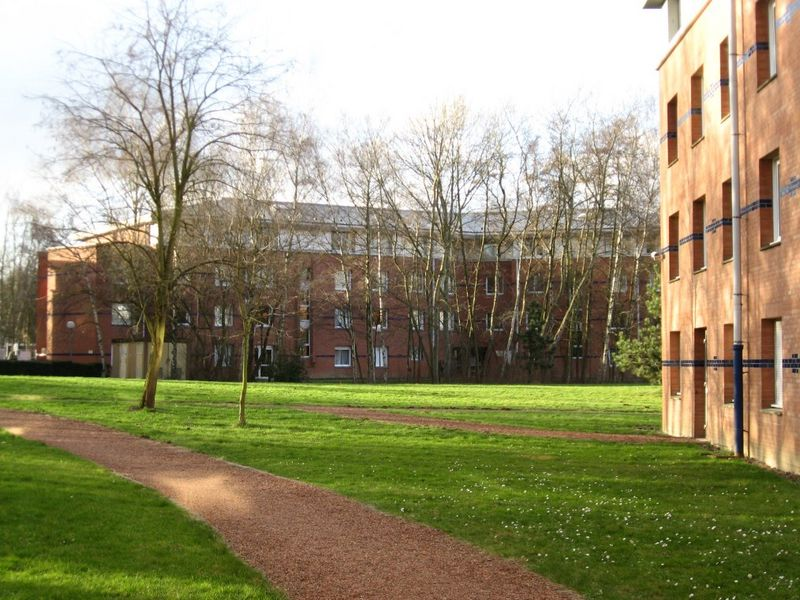
Корпус D (слева) и F (справа) резиденции Леонардо да Винчи

Расположенная в 15 минутах ходьбы от школы, резиденция является общежитием для иногородних и иностранных студентов. Всего в резиденции насчитывается около 600 мест, и они гарантированно распределяются среди студентов на весь срок обучения. Тем не менее, часть студентов, в особенности с 3-го курса предпочитают переселяться в более благоприятные условия. По всем корпусам резиденции проложена сеть Ethernet, обеспечивающая её пользователей высокоскоростным доступом в Интернет и локальными ресурсами. RezoLéo — ассоциация, занимающаяся вопросами обслуживания сети и подключением абонентов.

#### Le Foyer (Фойе)
В Фойе проводятся основные мероприятия, в том числе дискотеки и тематические вечера. Находящиеся внутри тренажерный зал, столы для бильярда и игры в настольный футбол свободны и бесплатны для всех обитателей резиденции.

## Группа центральных школ
Лилльская школа входит в группу центральных школ Франции и сотрудничает с такими образовательными заведениями, как Центральная школа Парижа, Центральная школа Лиона, Центральная школа Нанта, Центральная школа Марселя, а также Центральная школа Пекина.